# Cássio Gabus Mendes
Cássio Gabus Mendes (San Paolo del Brasile, 29 agosto 1961) è un attore brasiliano.

## Biografia
Figlio dello sceneggiatore Cassiano Gabus Mendes, col quale viene talora confuso a causa del nome quasi identico, è attore televisivo e cinematografico.
Ha esordito nel 1982, con un piccolo ruolo nella telenovela Elas por elas, scritta dal padre. L'anno dopo ha invece ottenuto una parte più consistente in un'altra produzione televisiva Globo, Mamma Vittoria. Tra le telenovelas di maggiore successo a cui ha partecipato si devono menzionare Senza scrupoli, Tieta, Terra nostra, Lado a lado, che è anche stata premiata con l'Emmy  e Babilônia.
Sul grande schermo è apparso tra l'altro nella pellicola Orfeu di Carlos Diegues e in Chico Xavier, film biografico sul famoso sensitivo brasiliano.

## Vita privata
Ha sposato l'attrice Lidia Brondi, dapprima civilmente, poi anche con rito religioso, in una cerimonia officiata dal padre di lei, pastore evangelico.  La coppia vive a San Paolo.

## Filmografia

### Cinema
- Boleiros: Era Uma Vez o Futebol..., regia di Ugo Giorgetti (1998)
- Orfeu, regia di Carlos Diegues (1999)
- Como Fazer Um Filme de Amor, regia di José Roberto Torero (2004)
- Boleiros 2: Vencedores e Vencidos, regia di Ugo Giorgetti (2006)
- Trair e Coçar é Só Começar, regia di Moacyr Góes (2006)
- Batismo de sangue, regia di Helvecio Ratton (2006)
- Caixa Dois, regia di Bruno Barreto (2007)
- Se Eu Fosse Você 2, regia di Daniel Filho (2009)
- Cabeça a Prêmio, regia di Marco Ricca (2009)
- Chico Xavier, regia di Daniel Filho (2010)
- Bruna Surfistinha, regia di Marcus Baldini (2011)
- Assalto ao Banco Central, regia di Marcos Paulo (2011)
- Confissões de Adolescente, regia di Cris D'Amato e Daniel Filho (2013)
- Gosto Se Discute, regia di André Pellenz (2017)
- Fluxo, regia di André Pellenz (2021)
- A Dangerous Practice, regia di Gustavo Fernández (2022)
- 45 do Segundo Tempo, regia di Luiz Villaça (2022)